# Gunny
Gunny hay còn gọi là DDTank là trò chơi thuộc thể loại Webgame (Game chơi ngay trên trình duyệt) Casual kết hợp với MMORPG, thuộc thể loại bắn súng canh tọa độ theo lượt (2D Arcade).

## Lịch sử
Do công ty 7Roads (Trung Quốc) sản xuất dựa trên TAAN Online từ đồ họa, lối chơi cho đến nhạc nền trong game (1 game online do J2M phát triển từ năm 2008 tại Hàn Quốc nhưng được phát hành tại Việt Nam bởi FPT) rồi được công ty VNG độc quyền phát hành tại Việt Nam từ 26 tháng 4 năm 2009.
Thời gian đầu, lượng người chơi chưa nhiều. Nhưng sau khi TAAN Online đóng cửa vào ngày 7/2/2010 do game bị ngừng phát triển bởi EA (sau khi mua lại J2M), một lượng lớn người chơi chuyển sang Gunny.
Sau hơn 1 năm ra mắt, trò chơi này có khoảng 2 triệu người chơi, trở thành một webgame phổ biến nhất ở Việt Nam. Tạp chí Gamek trong năm 2010 đã gọi Gunny là "một trong những Casual hàng đầu của Việt Nam cả về số lượng người chơi lẫn doanh thu và sức ảnh hưởng."
Năm 2011, Gunny vẫn tiếp tục là một trong những game thành công nhất trong thị trường game Việt Nam cả về thị phần lẫn doanh thu Trong năm này, VNG đưa người chơi qua Trung Quốc thi đấu quốc tế và nâng cấp số máy chủ lên 21 cụm máy chủ. Ngoài ra, nhà phát hành cũng phát hành game trên nền tảng Facebook. Ngày 08/05/2011, VNG cho nâng cấp Gunny lên phiên bản 2.4 thì số lượng người chơi trực tuyến vào một thời điểm (CCU) đạt mức kỷ lục 200.000 người. Tạp chí VTC gọi Gunny là "Gunny là con gà đẻ trứng Vàng của VNG"
Năm 2013, phiên bản đạt tới Gunny II cho thấy sự thành công của VNG. Trong những năm đó, nhiều sự kiện và tính năng được cập nhật nhiều hơn.
Năm 2014, VNG cho ra mắt gunny Gà Kỵ Binh với giao diện lột xác hoàn toàn, giao diện game không giống bản cũ (dạng 2D). Người chơi sẽ có một quảng trường và có thể đi hoặc cưỡi ngựa. Lúc mới vô người chơi sẽ phải tham gia nhiệm vụ giải cứu P.M trước. Để trò chơi trở nên thu hút, công ty đã nghĩ thêm rằng cho ra hàng loạt sự kiện thú vị, nhưng chủ yếu là nạp xu nhận quà hấp dẫn từ tháng 10 năm 2014 đến nay. Doanh thu của trò chơi này thu nhập hơn hàng tỷ đồng.
Từ đầu năm 2013, Trò chơi đã có nhiều phần mềm can thiệp với mục đích được cho là hỗ trợ bắn chuẩn, hay còn gọi là tool. Phần mềm này khiến những người chơi khác cảm thấy khó chịu và bức xúc vì sử dụng tool khi thi đấu đồng nghĩa với việc gian lận. Hiện nay ngày càng có nhiều người sử dụng công cụ này khiến trò chơi trở nên mất đi sự thú vị và tính cạnh tranh công bằng.
Ngày 18/1/2015, VNG cho ra mắt phiên bản Gunny Mobi chơi trên điện thoại thông minh. Đến nay Gunny Mobi đã có hơn 5 triệu lượt tải xuống.Được đứng trong Top những game có doanh thu cao nhất.
Cuối năm 2020, phiên bản PC Client chính thức phát hành tại Việt Nam dựa trên Adobe Flash Player 11.5. Việc VNG phát hành phiên bản PC Client là phương án thay thế trước khi phiên bản Webgame dừng hoạt động do Adobe dừng hỗ trợ Flash Player từ ngày 31/12/2020.

## Nội dung
Gunny được phát triển dựa trên trò chơi Worms đã có từ khá lâu (1999), hiện tại đã được nhúng ở một số các trang web cộng đồng như Zing Me hay Facebook. Các phiên phiên bản
| Phiên bản                                                     | Phát hành      | Chú thích |
| ------------------------------------------------------------- | -------------- | --------- |
| 2.3 (Bộ Lạc Tà Thần), 2.5 (VIP Version), 2.6 (Đại chiến Rồng) | 08/05/2011     |           |
| 3.0                                                           | 28/07/2011     |           |
| 3.1, 3.2                                                      | trong năm 2011 |           |
| 3.4                                                           | 24/02/2012     | [ 4 ]     |
| 4.0                                                           | 22/05/2012     |           |
| Gunny II                                                      | 15/8/2012      |           |
| Gà Kị Binh                                                    | 18/8/2014      |           |

Từ phiên bản II sẽ được công bố tên phiên bản, không còn dùng số để ký hiệu. Khi chơi, người chơi thể hiện tính chiến thuật, kỹ năng canh góc - lực chuẩn trong từng lượt bắn và khả năng ứng biến kịp thời. Hình ảnh thiết kế trong game theo kiểu Chibi trong manga dễ thương, người chơi có nhiều tùy chọn để tạo nên ngoại hình của nhân vật theo ý thích của mình. Các nhân vật có khả năng biểu hiện cảm xúc. Ngày 24/02/2012, game được nâng cấp lên phiên bản 3.4, điểm gây chú ý của phiên bản này là sẽ có một vũ khí mới gọi là Ná Thần do VNG yêu cầu đối tác thêm vào, tạp chí ITC đánh giá nó làm Gunny trông giống trò chơi nổi tiếng là Angry Birds.